# Heroes
Pour les articles homonymes, voir Heroes (homonymie).
Heroes, ou Les Héros au Québec, est un feuilleton télévisé américain en 78 épisodes de 42 minutes, créé par Tim Kring, diffusé entre le 25 septembre 2006 et le 8 février 2010 sur le réseau NBC.
En Belgique, la série est diffusée depuis le 22 avril 2007 sur RTL-TVI, en Suisse depuis le 19 juin 2007 sur la TSR1, en France depuis le 30 juin 2007 sur TF1 (saisons 1 et 2) et à partir de la saison 3 sur Syfy Universal depuis le 5 janvier 2010 ainsi que sur France 4 depuis le 28 janvier 2010[réf. nécessaire] (reprise des saisons 1 et 2 puis diffusion des saisons 3 et 4), au Québec depuis le 18 juillet 2007 sur la chaîne Mystère.
Victoria Sio interprète la version française du générique Le héros d'un autre vendu à 160 000 exemplaires.
La série connaît une suite sous forme de mini-série, intitulée Heroes Reborn, sortie en septembre 2015 sur NBC.

## Synopsis

### Volume 1:Genesis
« Récemment, des individus sans aucun lien entre eux ont manifesté des dons pour le moins particuliers. Même s'ils n'en ont pas encore conscience, ces individus vont sauver le monde et le changer à jamais. Ce passage de l'ordinaire à l'extraordinaire ne se fera pas du jour au lendemain. Toute histoire a un début, le tome un de leur épopée commence ainsi… »
Le professeur Chandra Suresh défend une théorie selon laquelle l'homme n'utiliserait que 10 % des capacités de son cerveau et que certaines personnes seraient en ce moment même en train de développer les 90 % restants et acquérir des pouvoirs comme la lévitation ou la régénération cellulaire. Les autres chercheurs ne le croient pas. Suresh décide alors de chercher puis de rencontrer ces personnes aux pouvoirs surnaturels pour leur expliquer le phénomène qui s'exprime en eux, ceci jusqu'à ce qu'il disparaisse. Son fils (Mohinder Suresh) va alors reprendre la recherche…
À Tokyo, un Japonais (Hiro Nakamura) découvre qu'il est capable de courber l'espace-temps et de se téléporter. À New York, un artiste (Isaac Mendez) peut peindre le futur, un homme politique (Nathan Petrelli) est capable de voler tandis que son frère (Peter Petrelli) a la capacité de s'approprier les pouvoirs des autres Heroes lorsqu'ils sont à proximité. À Los Angeles, un policier (Matt Parkman) découvre qu'il est en mesure d'entendre les pensées des gens. Au Texas, une Pom-pom girl (Claire Bennet) découvre qu'elle a le pouvoir de régénérer ses cellules à vitesse accélérée. Au Nevada, une mère célibataire (Niki Sanders) réalise qu'elle a un puissant double maléfique… Les Heroes sont partout, on en découvre de plus en plus au fil des épisodes.
Heroes est une chronique de la vie de ces personnes, de leurs liens et de leur destinée : sauver le monde de l'explosion qui menace. Finalement, on découvre que c'est Peter, le plus puissant d'entre eux, qui va exploser à Kirby Plaza, causant des milliers de morts, mais Nathan, son frère, le prend dans ses bras et s'envole loin pour empêcher le drame.

### Volume 2:Générations
Si la saison 1 fait découvrir des personnages alors que leurs dons viennent de se manifester et qu'un scientifique commence seulement à s'en rendre compte, la saison 2 et les bandes dessinées adaptées montrent que les êtres à pouvoirs sont bien plus anciens. Alors que Hiro se retrouve face à son héros en plein Japon médiéval, les personnes possédant des pouvoirs spéciaux dans le présent doivent faire face à un tueur en série qui s'en prend aux fondateurs de la Compagnie, ainsi qu'à un virus qui les prive de leurs pouvoirs.
Finalement, ils découvrent que le responsable de la mort des fondateurs de la Compagnie n'est autre qu'Adam Monroe, que Hiro a connu quatre siècles plus tôt sous le nom de Takezo Kensei et qui a survécu grâce à son pouvoir de régénérescence. Il utilise Peter pour se libérer et tenter à nouveau de répandre le virus Shanti, qui détruira les humains. Peter, raisonné par Nathan, parvient finalement à détruire le virus, tandis que Hiro enferme Adam Monroe.

### Volume 3:Les Traîtres
Des spéciaux très dangereux du niveau souterrain 5 du bâtiment de Primatech se sont évadés grâce à Sylar. Angela Petrelli, nouvelle dirigeante de la Compagnie, n'hésite pas à le recruter pour faire face, tandis qu'un ennemi qu'elle croyait mort réapparait : son mari, Arthur Petrelli, qui veut reprendre le contrôle en créant une substance qui donnerait des pouvoirs à tout homme normal et veut utiliser son fils Nathan pour devenir la vitrine de son projet. Les deux camps se disputent Sylar, qu'ils affirment être le troisième fils Petrelli.
Arthur est finalement tué par Sylar, redevenu lui-même, et la formule est détruite.

### Volume 4:Les Fugitifs
La Compagnie n'existe plus. Nathan, furieux de s'être fait manipuler par ses parents, révèle secrètement au Président des États-Unis l'existence des spéciaux. La chasse à l'homme est lancée. Les spéciaux doivent maintenant se battre pour leur liberté et revenir à leur vie normale.
Les spéciaux retrouvent leur liberté après avoir empêché Sylar de tuer le Président des États-Unis pour prendre sa place, et manipulent son esprit pour transférer l'esprit de Nathan, tué peu avant, dans celui du tueur.

### Volume 5:Rédemption
Après la fin de l'opération gouvernementale et la « mort » de Sylar, tout semble rentrer dans l'ordre et tous essaient de reprendre le cours de leur vie. Si ce n'est qu'une troupe de forains, menée par Samuel Sullivan, commence une campagne de recrutement et tente de faire venir les spéciaux parmi eux, pour des raisons étranges.
Si son objectif principal semblait être de vivre dans une communauté de spéciaux qu'il dirigerait avec celle qu'il aime, il devient vite dangereux quand elle refuse, et décide de tuer toute personne sans pouvoirs lors d'un happening à Central Park. Il est mis en échec par Peter et Sylar, qui a choisi de se repentir après avoir dominé l'esprit de Nathan.

### Autres volumes

#### Exodus
Ce volume devait suivre Générations et montrer l'organisation des spéciaux face au virus Shanti, relâché à la fin du volume. Avec la grève de la Writers Guild of America, il n'a jamais vu le jour.

#### Volume 6:Le Meilleur des Mondes
Le volume commence par l'arrestation de Samuel et Claire qui révèle aux yeux du monde son pouvoir et l'existence des spéciaux (fin de la quatrième saison).
Il n'y a aucune autre information disponible sur ce volume puisque, à la suite de mauvaises audiences, la série a été annulée.

## Distribution

### Acteurs principaux
- Milo Ventimiglia (VF : Rémi Bichet) : Peter Petrelli
- Greg Grunberg (VF : Pierre Tessier) : Matt Parkman
- Hayden Panettiere (VF : Olga Sokolow) : Claire Bennet
- Adrian Pasdar (VF : Pierre-François Pistorio) : Nathan Petrelli
- Masi Oka (VF : William Coryn) : Hiro Nakamura
- Ali Larter (VF : Caroline Maillard) : Niki Sanders / Tracy Strauss
- Sendhil Ramamurthy (VF : Stéphane Fourreau) : Mohinder Suresh
- Jack Coleman (VF : Hervé Jolly) : Noé Bennet
- Zachary Quinto (VF : Adrien Antoine) : Gabriel « Sylar » Gray
- James Kyson Lee (VF : Jérémy Prévost) : Ando Masahashi
- Cristine Rose (VF : Frédérique Cantrel) : Angela Petrelli

Photos des acteurs principaux
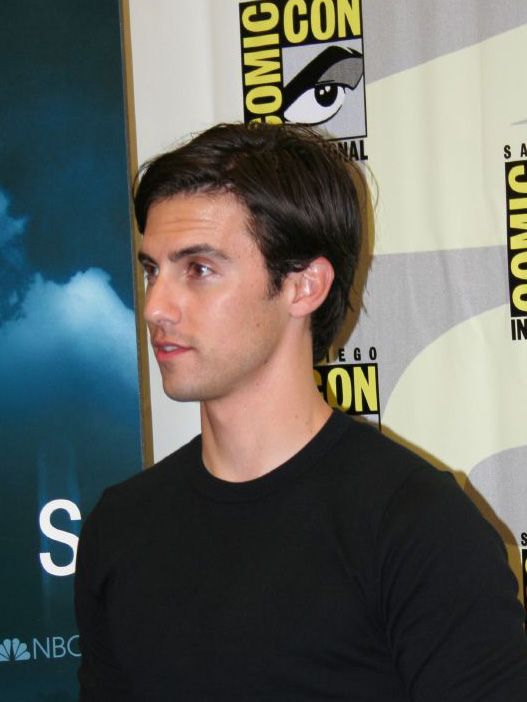
Milo Ventimiglia interprète Peter Petrelli
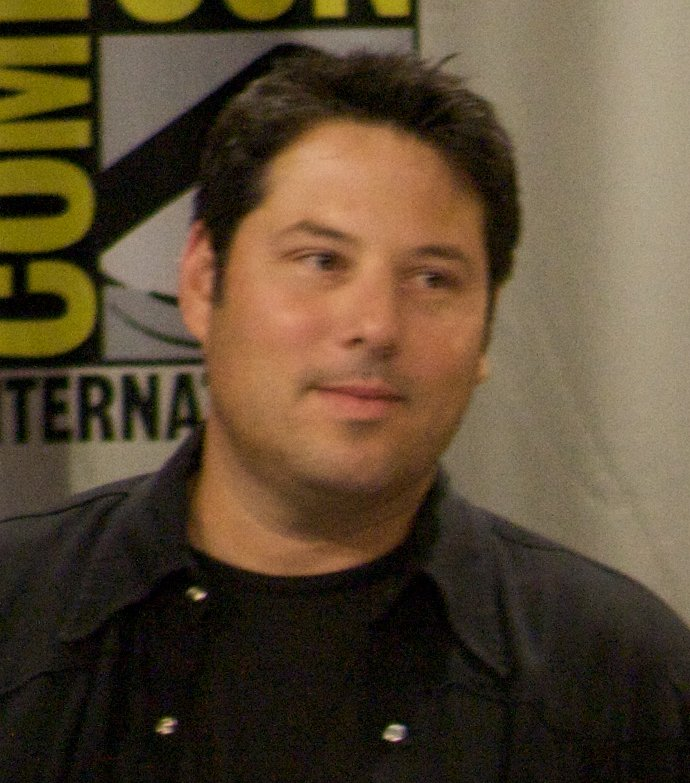
Greg Grunberg interprète Matt Parkman
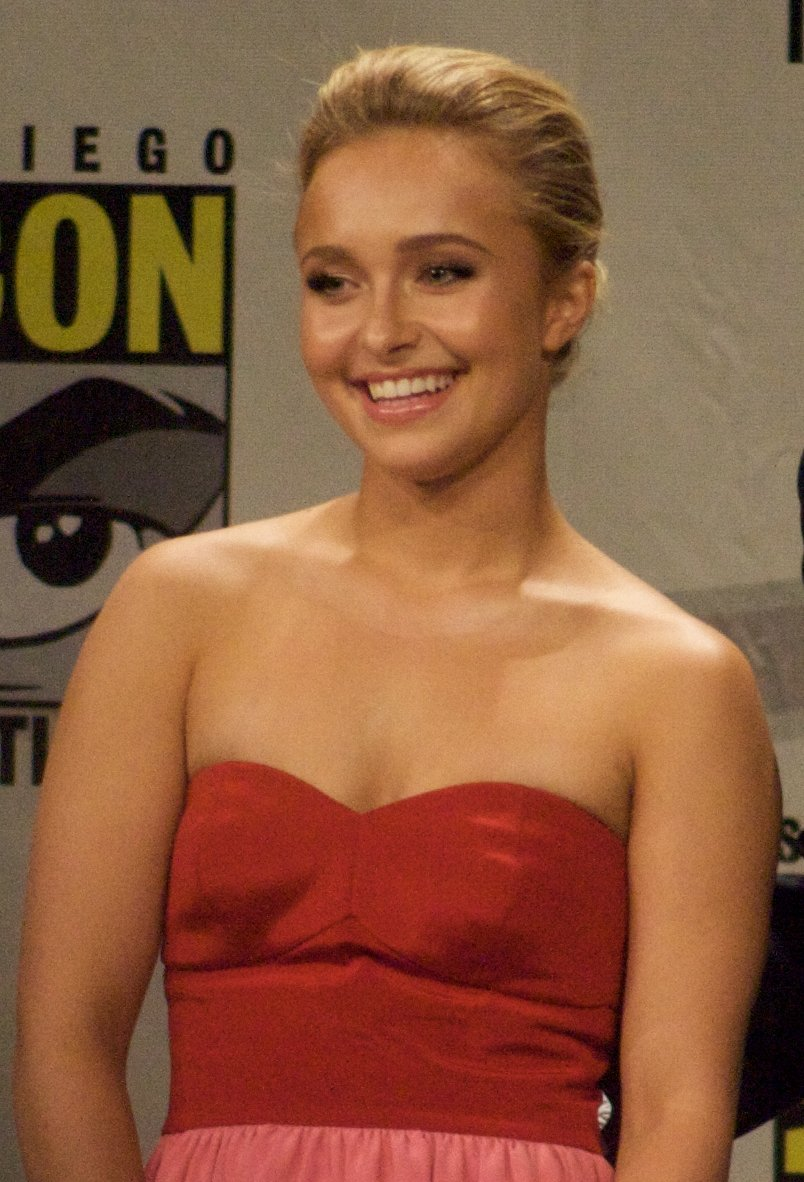
Hayden Panettiere interprète Claire Bennet
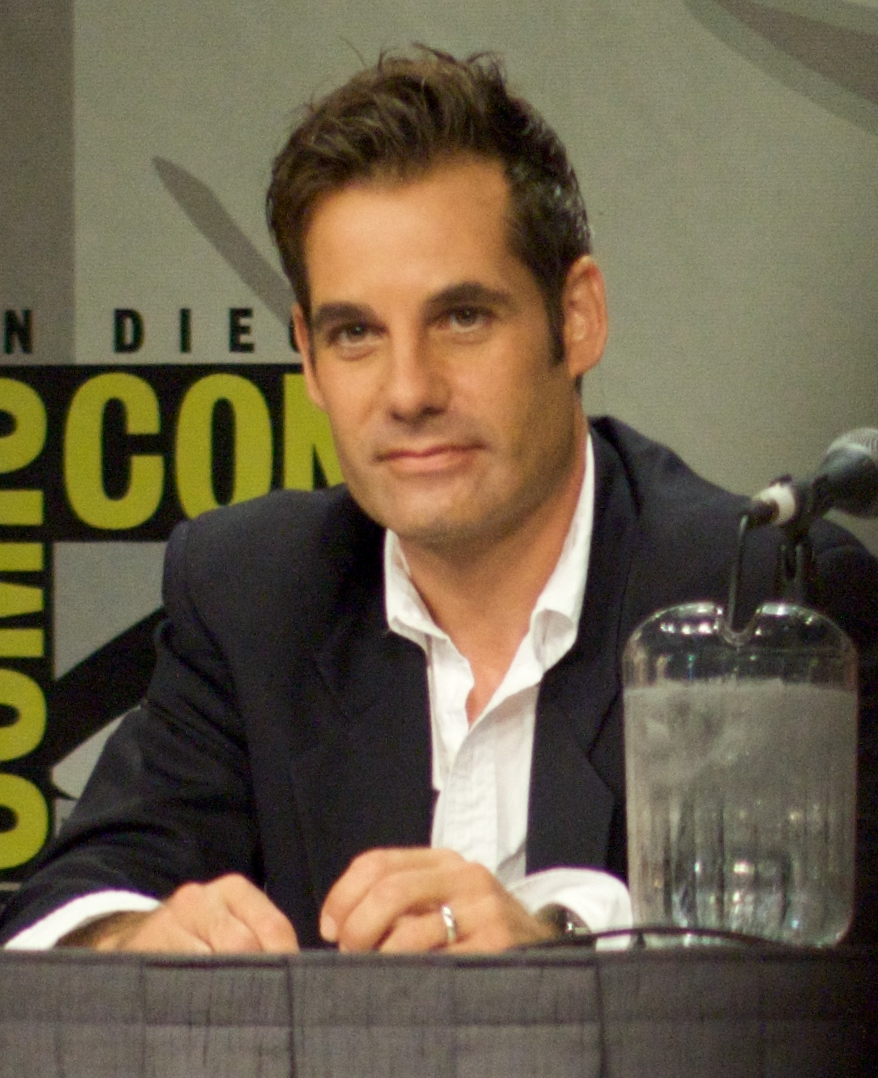
Adrian Pasdar interprète Nathan Petrelli
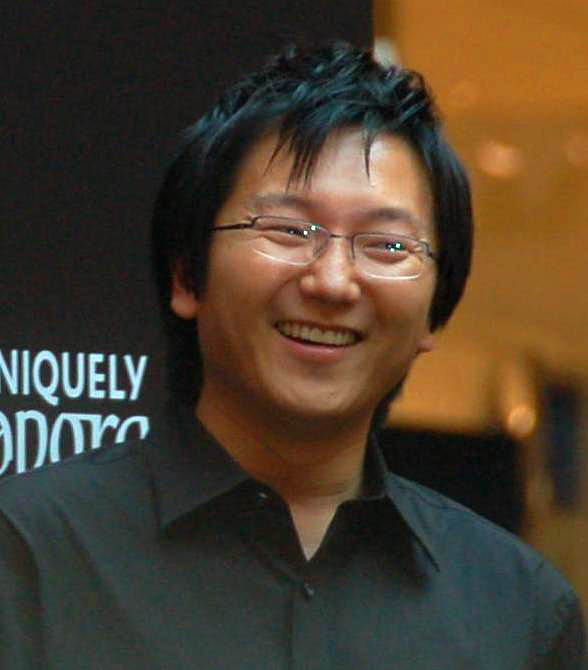
Masi Oka interprète Hiro Nakamura
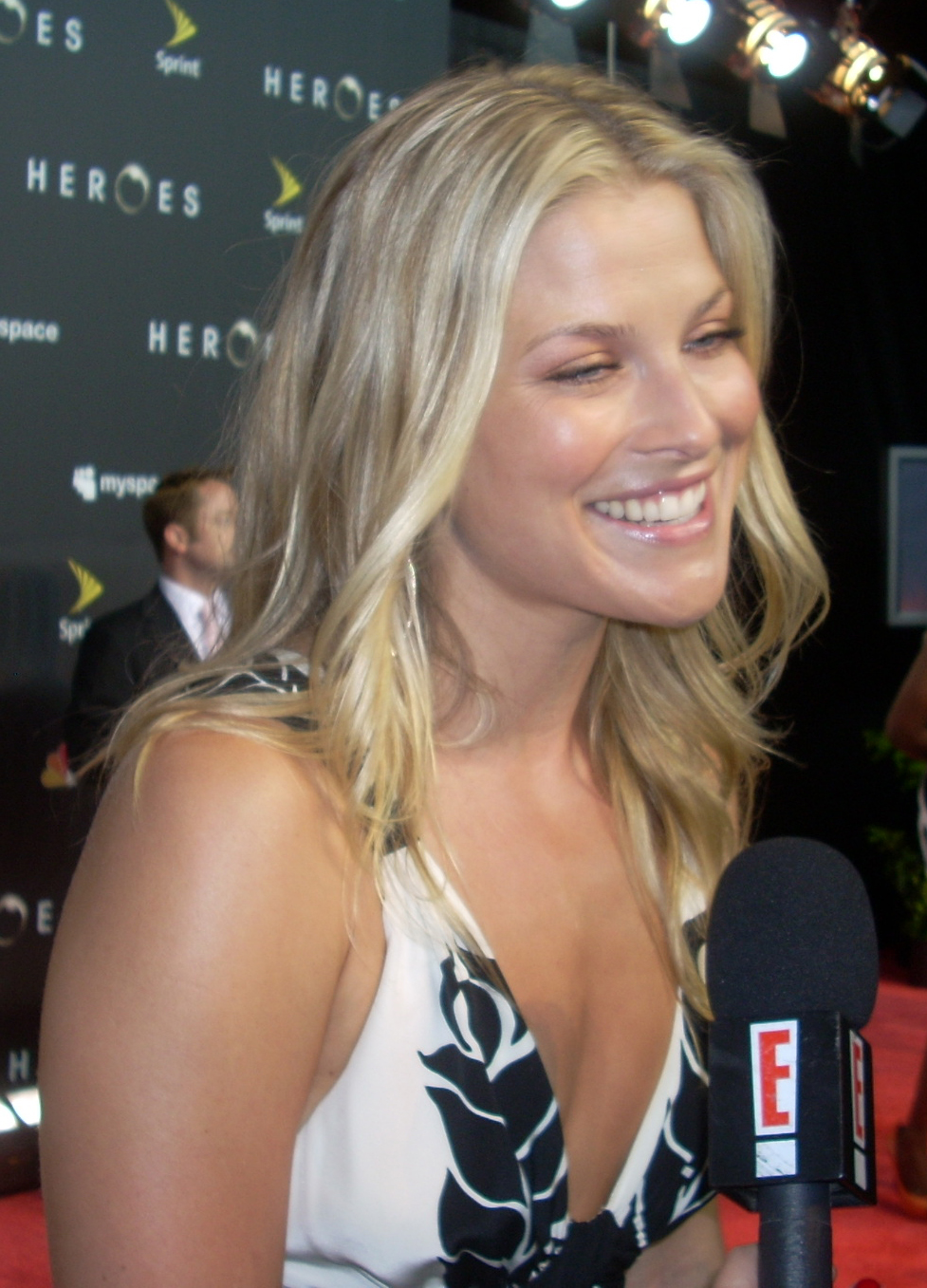
Ali Larter interprète Niki Sanders
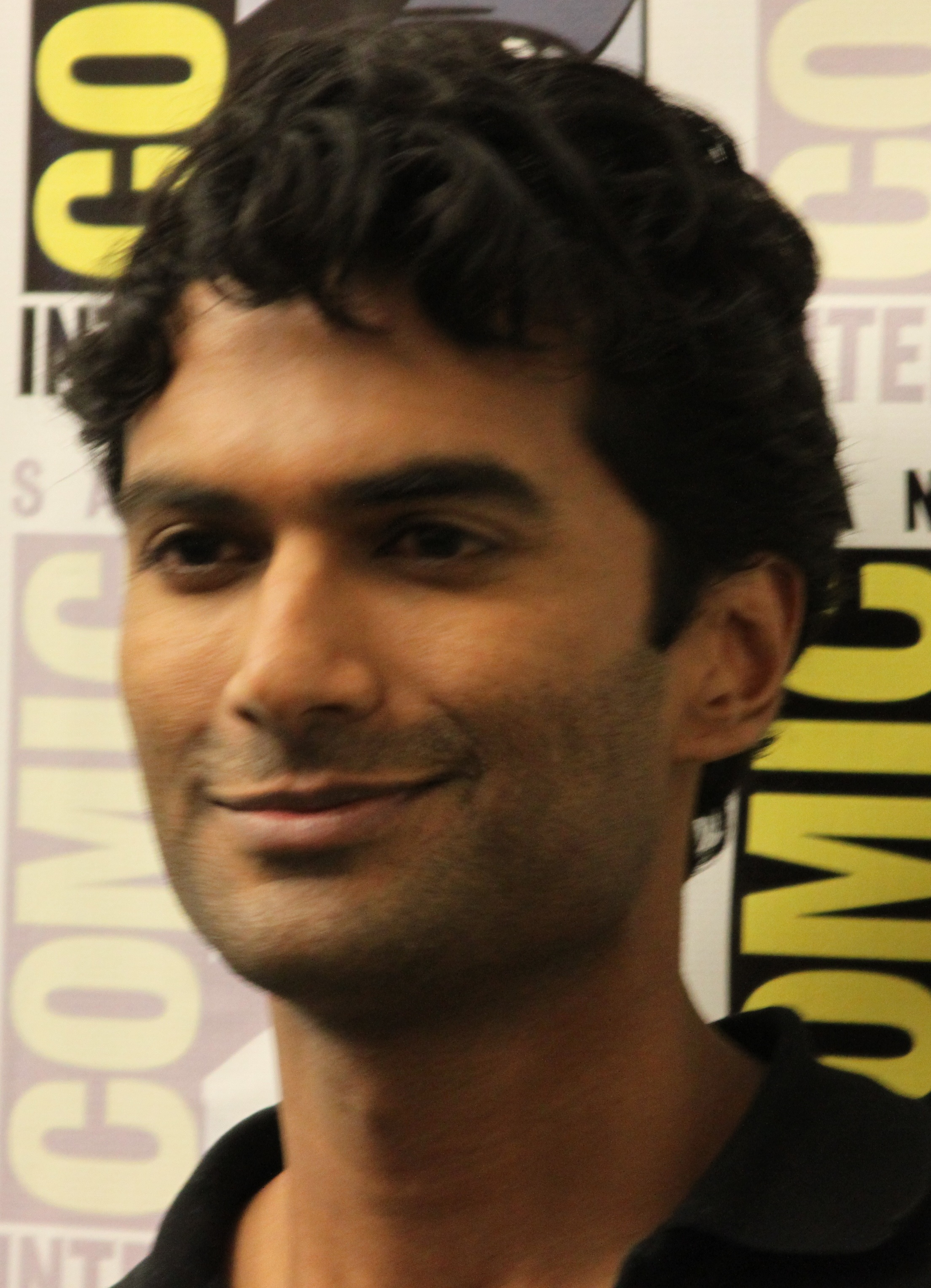
Sendhil Ramamurthy interprète Mohinder Suresh
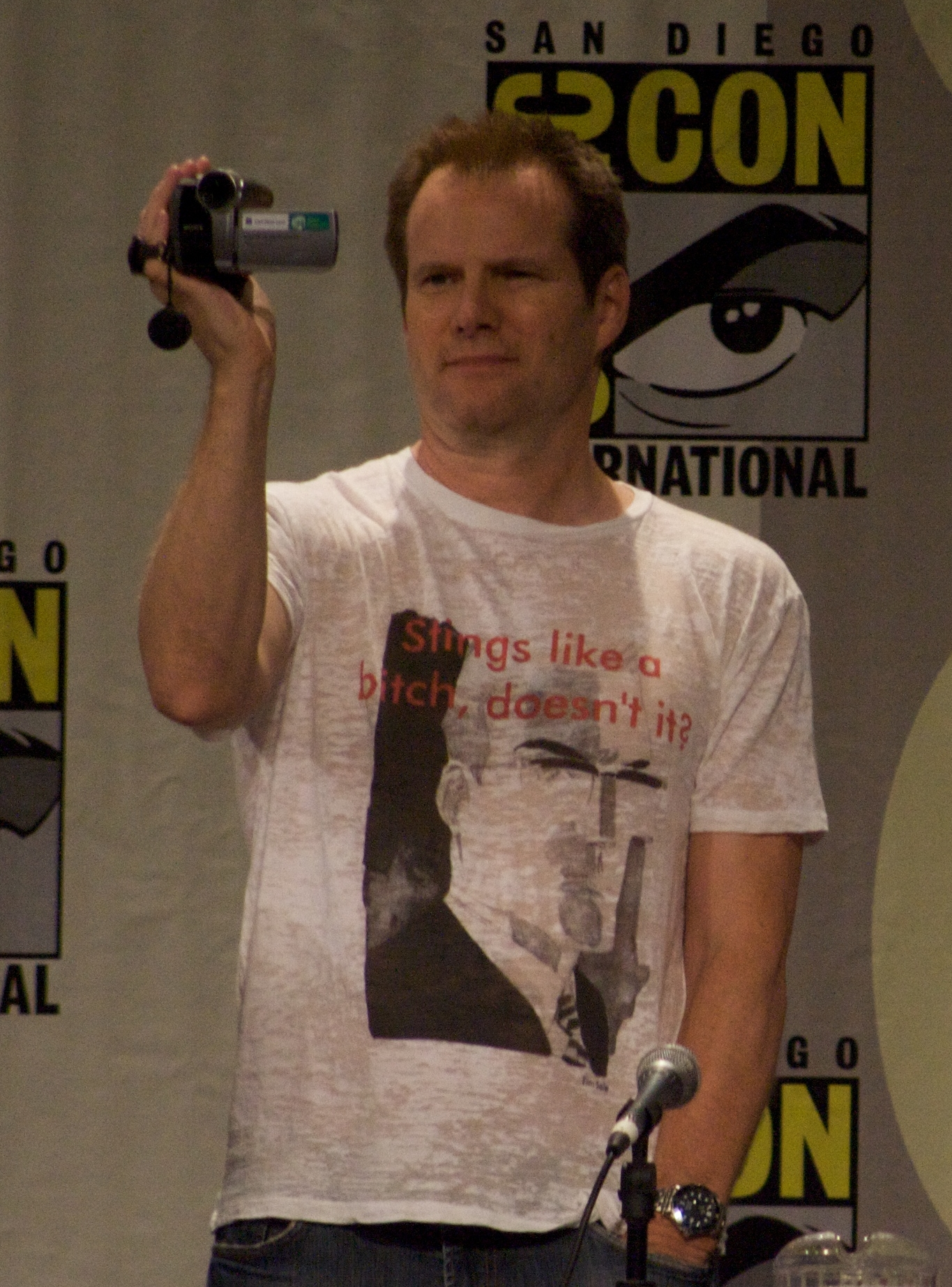
Jack Coleman interprète Noé Bennet
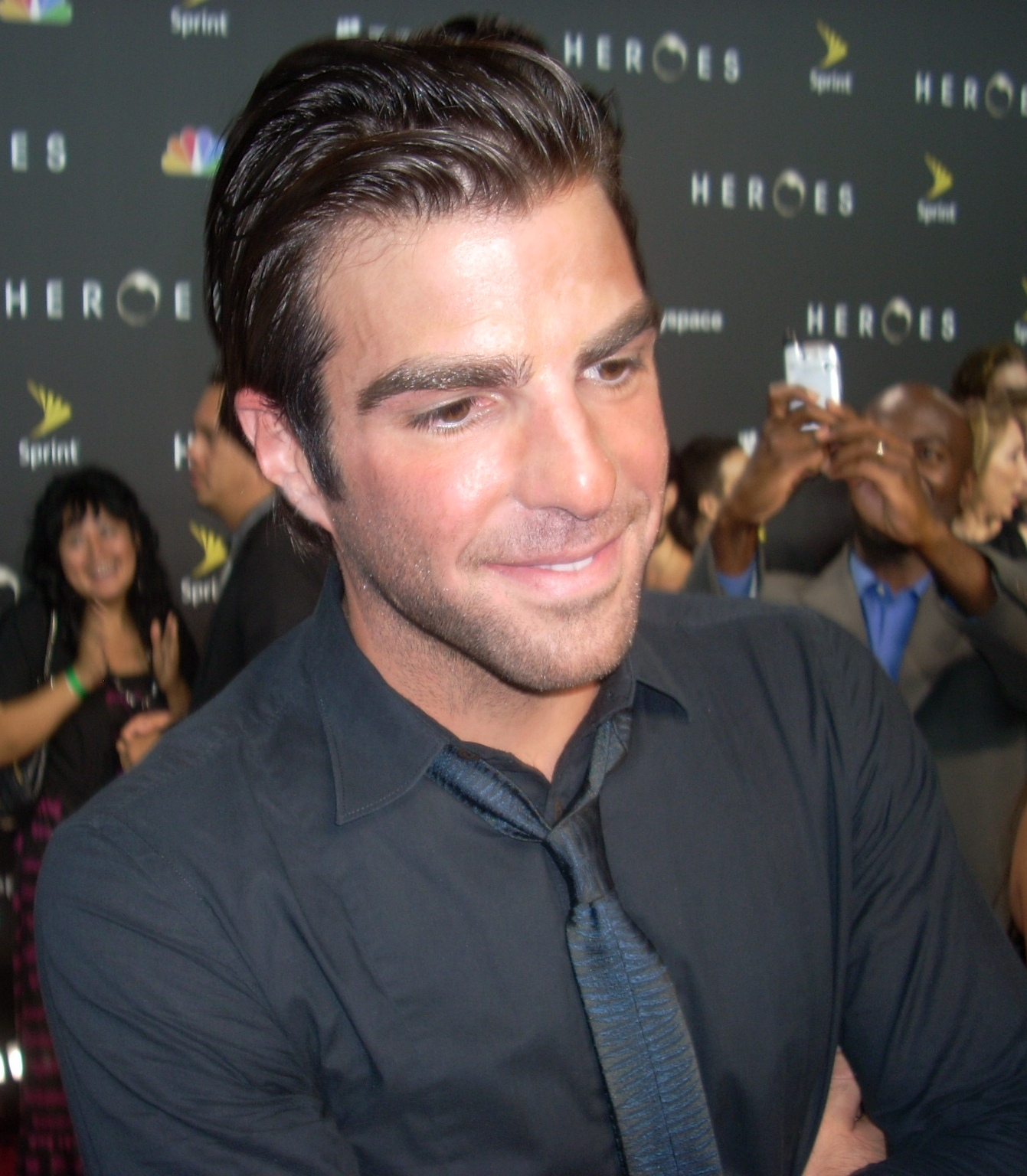
Zachary Quinto interprète Gabriel « Sylar » Gray
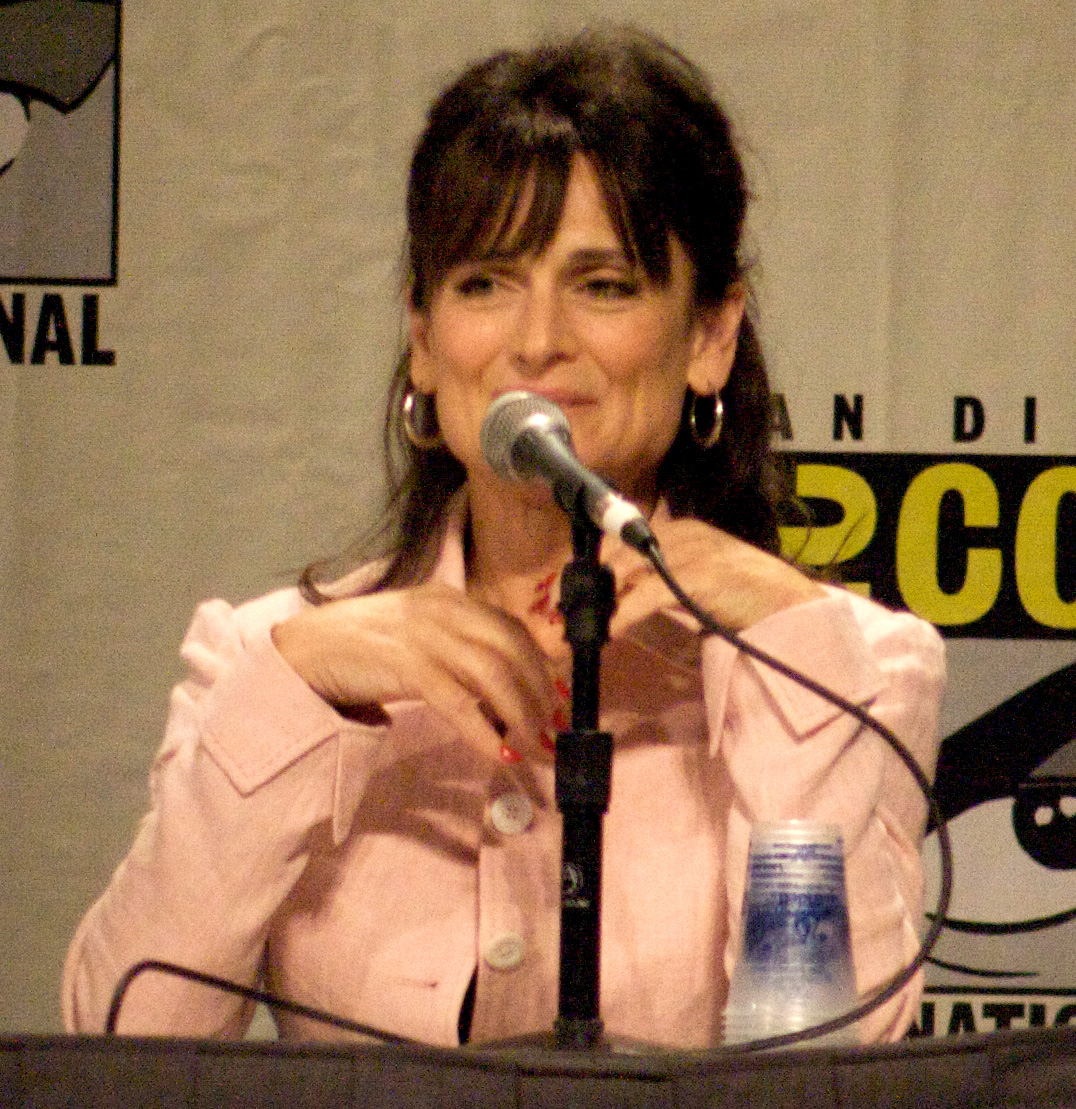
Cristine Rose interprète Angela Petrelli

### Acteurs récurrents
- Ashley Crow (VF : Marina Moncade) : Sandra Bennet (saisons 1 à 4)
- Lisa Lackey (VF : Julie Dumas) : Janice Parkman (saisons 1 à 4)
- Erick Avari (VF : Igor de Savitch) : Chandra Suresh (saisons 1 à 3)
- Jessalyn Gilsig (VF : Rafaèle Moutier) : Meredith Gordon (saisons 1 à 3)
- Jayma Mays (VF : Caroline Victoria) : Charlene « Charlie » Andrews (saisons 1 et 4)
- Leonard Roberts (VF : Daniel Njo Lobé) : D. L. Hawkins (saisons 1 et 2)
- George Takei (VF : François Dunoyer) : Kaito Nakamura (saisons 1 et 2)
- Santiago Cabrera (VF : Boris Rehlinger) : Isaac Mendez (saison 1)
- Tawny Cypress (VF : Géraldine Asselin) : Simone Deveaux (saison 1)
- Clea DuVall (VF : Marie Donnio) : l'agent Audrey Hanson (saison 1)
- Thomas Dekker (VF : Aurélien Icovic) : Zach (saison 1)
- Adair Tishler (VF : Alice de Vitis (saison 1) puis Éloïse Brannens (saisons 2 et 3)) : Molly Walker (saisons 1 à 3)
- Noah Gray-Cabey (VF : Anton Coulpier) : Micah Sanders (saisons 1 à 4)
- Jimmy Jean-Louis (VF : Bruno Henry) : René « l'Haïtien »
- Malcolm McDowell (VF : Jean-Pierre Leroux) : M. Linderman
- Rena Sofer (VF : Sybille Tureau) : Heidi Petrelli (saisons 1 et 2)
- David Anders (VF : Cédric Chevalme) : Takezo Kensei / Adam Monroe (saisons 2 et 3)
- Kristen Bell (VF : Laura Préjean) : Ella Bishop (saisons 2 et 3)
- Dania Ramírez (VF : Emmanuelle Rivière) : Maya Herrera (saisons 2 et 3)
- Shalim Ortiz (en) : Alejandro Herrera (saison 2)
- Nicholas D'Agosto (VF : Fabrice Fara) : West Rosen (saison 2)
- Holt McCallany (VF : Paul Borne) : Ricky (saison 2)
- Brea Grant (VF : Ingrid Donnadieu) : Daphne Millbrook (saison 3)
- Željko Ivanek (VF : Gérard Darier) : Danko (saison 3)
- Robert Forster (VF : Alain Choquet) : Arthur Petrelli (saison 3)
- Robert Knepper (VF : Christian Visine) : Samuel Sullivan (saison 4)
- Dawn Olivieri (VF : Margot Faure) : Lydia Sullivan (saison 4)
- Deanne Bray (VF : Laurence Dourlens) : Emma Coolidge (saison 4)
- Madeline Zima (VF : Karine Texier) : Gretchen (saison 4)
- Elisabeth Röhm (VF : Marie-Armelle Deguy) : Lauren Gilmore (saison 4)
Version française
  - Société de doublage : Alter Ego[3],[4]
  - Direction artistique : Hervé Icovic (saison 1), Isabelle Brannens[3] (saisons 1 à 3), Christèle Wurmser[3] (saison 4)
  - Adaptation des dialogues : Amélie Morin[4], Juliette Caron, Nadine Sobania, Manuel Delilez, Marc Girard-Igor et Laurence Fattelay[3]

Sources VF : Doublage Séries Database et RS Doublage

## Production

### Fiche technique
- Titre original et français : Heroes
- Titre québécois : Les Héros
- Création : Tim Kring
- Réalisation : David Semel, Marcello Daciano, Allan Arkush, Greg Beeman, Paul Shapiro, Donna Deitch, Paul Edwards, John Badham, Terrence O'Hara, Jeannot Szwarc, Roxann Dawson, Kevin Bray, Adam Kane
- Scénario :
- Direction artistique :
- Décors :
- Costumes :
- Photographie : John B. Aronson et Nathaniel Goodman
- Effets spéciaux : Stargate Studios
- Montage :
- Musique : Lisa Coleman et Wendy Melvoin, L. Shankar (voix) ; Victoria Petrosillo (Le Héros d'un autre, générique de la version française)
- Casting :
- Production : Allan Arkush, Dennis Hammer, Tim Kring
- Production exécutive :
- Société de production :
- Société de distribution :
- Pays d'origine :  États-Unis
- Langue originale : anglais
- Format : couleur - 35 mm - 1,78:1 - son stéréo
- Genre : Feuilleton dramatique, fantastique
- Durée : environ 42 minutes

 Sauf indication contraire, les informations mentionnées dans cette section peuvent être confirmées par la base de données cinématographiques IMDb,  présente dans la section « Liens externes ».

## Univers de la série

### Heroes: Origins
Heroes: Origins était un projet de feuilleton télévisé américain en 6 épisodes de 42 minutes, créé par Tim Kring et dont la diffusion était prévue en 2008 sur le réseau NBC. Cela aurait été un spin-off du feuilleton Heroes.

#### Les raisons de sa création
Il est difficile pour les acteurs d'une série télévisée de tourner plus de 20 ou 25 épisodes par an, ce qui ne permet pas de diffuser un épisode par semaine durant toute l'année scolaire. Or, le public américain se plaint de plus en plus des pauses imposées par la production des séries télévisées qui causent par ailleurs des chutes d'audiences importantes. Un problème évident - que certains qualifient alors de « bulk-up challenge » (le défi de boucher les trous) - se pose donc aux producteurs. Tim Kring avance alors le projet de cette série dans l'idée de combler les manques pour la saison 2007-2008, en passant le nombre d'épisodes de la franchise Heroes de 24 (saison 2 de Heroes) à 30, permettant ainsi une diffusion continue ou quasi-continue durant une grande partie de l'année.

#### Principe
Il était prévu que chacun des 6 épisodes présente un nouveau personnage, et que l'un d'eux, choisi par le public, rejoigne les personnages principaux de la série à la fin de la saison 2 ou dans la saison 3.

## Commentaires et anecdotes
- Monsieur Muggles n'est pas qu'un chien de concours ordinaire. Effectivement, les auteurs de la série lui ont secrètement confié le rôle clef. Lors des épisodes 4, 7, 11 de la saison 1 et les épisodes 2, 6, 10 de la saison 2, des indices dévoilant la véritable nature de son pouvoir y sont cachés. Les créateurs d' Heroes ont même été plus loin dans leurs commentaires en avouant que même Sylar n'aurait pas réussi à tuer Monsieur Muggles.
- Kevin Smith, réalisateur confirmé et inconditionnel de Heroes, aurait été engagé pour écrire et réaliser le premier épisode de la série.
- Heroes a également reçu la plus haute note accordée depuis cinq ans à une série dramatique diffusée sur NBC.
- Sur bien des points, le feuilleton s'inspire des comics américains : les titres accrocheurs des épisodes, ainsi que les autres incrustations de textes utilisent des polices proches de celles des comics. En outre, les titres sont « incorporés » à l'image, comme le veut l'usage dans les premières pages des comics. Par exemple : le titre peut être superposé au sable d'une plage, sur une vitrine, etc.
- Les peintures et dessins du personnage Isaac Mendez reprennent le style des comics. Ils ont été composés par Tim Sale, célèbre dessinateur américain[6].
- La plupart des comics dessinés par Tim Sale (Superman : Toutes les Saisons, Batman : Un Long Halloween, Daredevil Yellow) ont été scénarisés par Jeph Loeb, lui-même crédité en tant que coproducteur et scénariste de Heroes.
- Dans un épisode, le personnage de Candice Wilmer offre plusieurs comics au petit Micah Sanders. Dans le lot figurent la première édition du Silver Surfer, extrêmement rare et coûteuse (comme il le fait lui-même remarquer), mais aussi un comic-book nommé Hulk : Grey, écrit et dessiné par Jeph Loeb et Tim Sale. Ce comic-book est paru en France en 2004 aux éditions Panini.
- Plusieurs personnages du feuilleton et certaines de ses intrigues peuvent évoquer aux amateurs de comics les Watchmen (Les Gardiens) d'Alan Moore, Rising Stars de Joe Michael Straczynski, ou bien encore les célèbres X-Men (et plus particulièrement les épisodes liés au futur des mutants). Les points communs les plus évidents résident dans une série de meurtres faisant disparaître un à un des personnages dotés d'aptitudes exceptionnelles, dans l'imminence d'une explosion dévastatrice, ou dans la venue d'un futur sombre pour les êtres jugés anormaux.
- En mars 2007, deux artistes new-yorkais attaquent NBC et la production de Heroes en justice, les accusant de s'être fortement inspirés de leur travail pour le personnage d'Isaac Mendez.
- Dans l'épisode Unexpected, Stan Lee, créateur de plusieurs comics avec Jack Kirby (Spider-Man, X-Men, Hulk, etc.), apparaît brièvement dans le rôle d'un chauffeur de bus.
- Les noms d'auteurs de comics sont parfois cités : Claremont (propriétaire d'un magasin de sabres japonais) en référence à Chris Claremont, célèbre scénariste des X-Men, le « Kirby Plaza Building » pour Jack Kirby, etc.
- En France, contre toute attente, le feuilleton a connu un score d'audience plus qu'honorable lors de sa première soirée de diffusion (avec un pic de 6 010 000 téléspectateurs, soit 33,7 % de parts de marché). Pourtant, le thème des super-héros, et plus généralement de la science-fiction, est loin d'y être aussi populaire qu'aux États-Unis. De plus, TF1 a pris le pari de programmer le feuilleton en première partie de soirée, le samedi soir. Cependant, l'audience de la série s'est effondrée par la suite, perdant près de 2 000 000 de téléspectateurs.
- Concernant les spécificités françaises de Heroes, la première version du doublage français n'a pas convaincu TF1, qui a réclamé une nouvelle version retravaillée (retardant ainsi la diffusion du feuilleton sur la chaîne belge RTL-TVI).
- TF1 a remplacé le générique d'origine par un générique français pour la diffusion en France. La chanson s'intitule Le Héros d'un Autre et est interprétée par Victoria Petrosillo. Une polémique à ce sujet est en train de naître chez les fans de Heroes, qui accusent la chaîne de dénaturer l'atmosphère du feuilleton. En 2006, lors de la diffusion française de Prison Break, M6 avait également déclenché une vague de protestations en remplaçant le générique d'origine par la chanson Pas le temps chantée par Faf Larage. Ce procédé, largement utilisé en France dans les décennies précédentes, avait été abandonné avant que M6 ne le remette au goût du jour.
- Le site de « Primatech Paper », société dans laquelle Noé Bennet travaille, propose un formulaire d'embauche. Si vous postulez pour intégrer la société, vous serez contacté par courriel, avec entre autres ce message qui en dit long : We are always interested in unique individuals with special abilities to help us provide the best service to our many clients. (à noter que la société refuse actuellement de prendre des candidatures pour des raisons internes)
- Le personnage de Hiro Nakamura fait de nombreuses références à X-Men, Marvel Comics, Star Wars, JoJo's Bizarre Adventure et Star Trek dont il est fan. Son père est joué par George Takei, le commandant Sulu dans Star Trek, dont la voiture est immatriculée NCC1701, en référence à l'Enterprise
- Dans le cinquième épisode de la deuxième saison, sur la toile que Peter Petrelli peint, la scène se déroule au coin du Boulevard Saint-Laurent et de la rue Saint-Jacques à Montréal, mais sur le panneau de rue, il est écrit « rue Saint-Jaque ». De plus, on voit, à l'arrière-plan, une église. Cependant, l'église la plus proche est la basilique Notre-Dame, en outre, comme Saint-Jacques commence sur Saint-Laurent avec une intersection en « T », la façon dont la toile est peinte, il est impossible qu'il s'agisse de cette église (l'église se situe au sud, la toile pointe vers le nord).
- L'épisode pilote était initialement de 71 minutes et modifiait quelque peu l'histoire en présentant dès le début le personnage de Matt Parkman, intimement lié à un autre personnage qui, lui, n'a pas été retenu (un ingénieur terroriste capable de susciter des réactions chimiques avec ses mains). Également, cette version a été jugée trop violente, en témoigne une scène où Isaac Mendez se menotte à un radiateur pour ne pas être tenté par la drogue mais finit finalement par se couper la main pour assouvir son vice. Enfin, Mohinder découvrait l'appartement de Sylar, scène qui apparaîtra plus tard dans la saison.

### Suite
NBC réfléchissait à une éventuelle « mini-saison » de six épisodes, afin de conclure dignement les intrigues mais, le 14 mai 2010, la chaîne, invoquant des coûts de production élevés, des audiences en baisse et préférant miser sur de nouvelles séries, a finalement décidé d'annoncer l'annulation de la série.
Cependant, le 17 mai 2010, Angela Bromstad, présidente de NBC, a confirmé que des discussions avec Tim Kring, le créateur de la série, avaient lieu, pour terminer la série par un ou deux téléfilms de conclusion. Néanmoins, les négociations échouent et l'avenir de la série se fera peut-être à travers d'autres supports.
Le 22 février 2014, NBC annonce finalement le retour de la série à travers treize nouveaux épisodes prévus pour 2015. Présentée comme une mini-série, elle porte le nom de Heroes Reborn.